# Peperomia umbelliformis
Peperomia umbelliformis är en pepparväxtart som beskrevs av C. Dc.. Peperomia umbelliformis ingår i släktet peperomior, och familjen pepparväxter. Inga underarter finns listade i Catalogue of Life.